# Bijelo polje
Bijelo polje (Bjelopoljska kotlina) je kotlina rijeke Neretve, u Hercegovini.
Pruža se dinarskim smjerom. Uzvodno se nalazi kanjon Neretve, a prema jugozapadu se suženjem nastavlja u Mostarsku kotlinu s gradom Mostarom. Središnje naselje Bijelog polja su Potoci koji se među stanovništvom još nazivaju Bijelo Polje. Osim Potoka u ovoj se dolini nalaze i naselja Željuša, Kutilivač, Podgorani, Humilišani i Prigrađani.
U starijim vapnencima koji čine okvir Bijelog polja usječene su tri jezerske, abrazijske terase. Kotlina je okružena vapnenačkim površima različite visine. Ispunjeno je fluvio-glacijalnim naslagama.